# Acroporium convolutum
Acroporium convolutum är en bladmossart som beskrevs av Fleischer 1923. Acroporium convolutum ingår i släktet Acroporium och familjen Sematophyllaceae. Inga underarter finns listade i Catalogue of Life.